# NK Nafta Lendava

A csapat stadionja

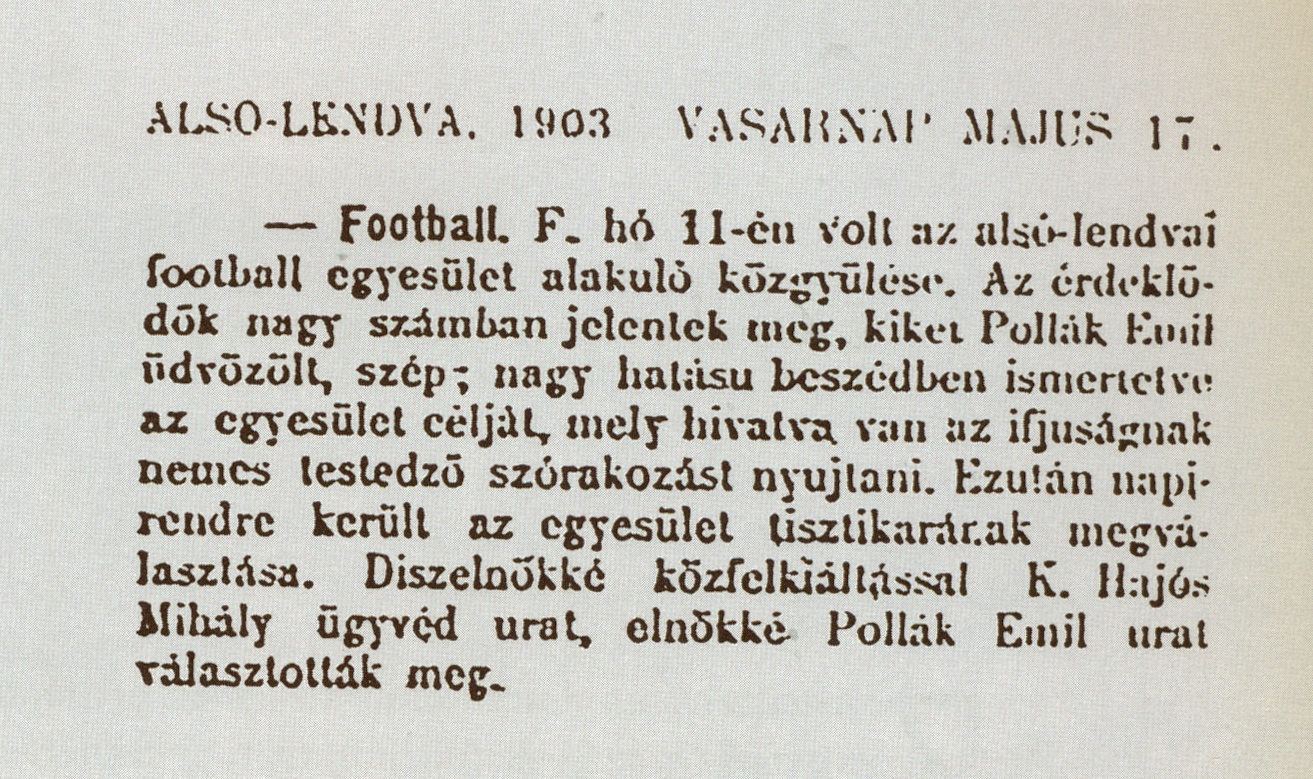
Újságcikk a klub alapításáról

Az NK Nafta Lendva a legrégebbi szlovén labdarúgóklub. 1903-ban alapították az akkor még Magyarországhoz tartozó Alsólendván. 2012-ben megszűnt, majd 2014-ben újraalapították. 2017/2018-ban a Szlovén Liga 2. osztályának harmadik helyén végzett. Komoly ifjúsági akadémiával rendelkezik.
2017 óta elnöke Végh Gábor, klubigazgatója Kocsárdi Gergely.

## Külső hivatkozások
- (szlovén) Hivatalos oldal
- A Nafta edzőinek listája
- A csapat eredményei 2007-08-ban
- (angol) eufo.de
- (szlovén) Játékossstatisztikák